# NGC 7273
NGC 7273 (другие обозначения — PGC 68768, MCG 6-49-12, ZWG 514.24, NPM1G +35.0457) — линзообразная галактика (S0) в созвездии Ящерица.
Этот объект входит в число перечисленных в оригинальной редакции «Нового общего каталога».